# Kamen Rider Gaim
Kamen Rider Gaim (仮面ライダー鎧武, Kamen Raidā Gaimu) est une série télévisée japonaise de type Tokusatsu. Elle est la vingt-quatrième série de la franchise et la quinzième de l'ère Heisei. Son thème est une histoire futuriste basée sur la grande guerre médiévale de l'époque Sengoku et des fruits.
Contrairement à ces prédécesseurs, depuis Kamen Rider W, dont les séries commençaient leurs diffusions en septembre, Kamen Rider Gaim commence le 6 octobre 2013. Il casse également le rythme des intrigues divisées par deux épisodes, préférant une narration proche d'une fresque épique.
De prime abord, le manichéisme est également moins prononcé puisqu'on ne connaît pas les raisons de la lutte de ce qui semble être la partie adverse. À l'instar de Kamen Rider Kabuto, Kamen Rider Hibiki, voire de Kamen Rider Ryuki, le nombre de guerriers en armure est particulièrement élevé (ils sont même appelés « Armored Riders » et ne sont appelés Kamen Riders qu'en dehors de la série), focalisant l'histoire plutôt dans la lutte de pouvoir, d'alliance et de trahison, plutôt que sur l'évolution des personnages sur des obstacles ponctuels.

## Résumé
La société Yggdrasill Corporation possède le monopole commercial dans la ville fortifiée de Zawame (沢芽市, Zawame-shi) à l'atmosphère particulière. Afin de tromper leur ennui, les jeunes gens se divertissent dans des concours de danse de rue. En parallèle, des affrontements pour l'appropriation des estrades se fait par l'affrontement de créatures appelées Inves invoquées par le biais de LockSeeds (ロックシード, RokkuShīdo). Une véritable ligue de Beat Riders (ビートライダー, Bīto Raidā) voit ainsi le jour.
Kōta Kazuraba, ancien membre du groupe de danse Team Gaim, cherche divers jobs pour trouver sa place dans la société et aider sa sœur chez qui il vit. Contacté par le capitaine de son équipe qui doit avoir trouvé une ceinture étrange, il se retrouve catapulté dans la dimension des Inves, la forêt Helheim. Accompagné de Mai Takatsukasa, son amie d'enfance, il trouvera le Sengoku Driver qui lui permet de se transformer en Armored Rider Gaim, pour combattre les Inves et défendre l'intérêt de son équipe de danse.
Dans sa bataille, il croisera la route d'autres Armored Riders, équipés par Sid, un dealer de LockSeeds. À la suite de batailles aux objectifs presque puérils, ils seront confrontés à la dure réalité : l'Yggdrasill Corporation se servaient d'eux pour tester les Sengoku Drivers. Les jeunes gens se retrouvent alors au milieu d'une lutte de pouvoir pour découvrir un secret dissimulé dans la forêt Helheim.

## Personnages

### Équipes de danse

#### Gaim
- Kōta Kazuraba (葛葉 紘汰, Kazuraba Kōta?) est le vice-capitaine de l'équipe Gaim (チーム鎧武, Chīmu Gaimu?), qu'il a dû abandonner pour pouvoir aider sa sœur par divers petits boulots peu après le décès de ses parents. Par un concours de circonstance, il se retrouve équipé d'un Sengoku Driver qui lui permet de se transformer en Armored Rider Gaim, lui donnant ainsi un rôle en protégeant dans un premier abord les estrades de danse lors du jeu des Inves, puis protégeant la ville de Zawame contre l'invasion des Inves et enquêter sur le rôle de la corporation Yggdrasill.
- Mai Takatsukasa (高司 舞, Takatsukasa Mai?) est une danseuse de l'équipe Gaim, qui croit au développement de l'équipe et s'efforce d'entraîner tout le monde. Elle était prêtresse auparavant, chose qu'elle apprend lors d'une discussion avec Kaito qui lui permet de comprendre qu'il a bon fond. Elle ressemble étrangement à la mystérieuse femme blonde.
- Mitsuzane Kureshima (呉島 光実, Kureshima Mitsuzane?), surnommé « Mitch » (「ミッチ」, « Mitchi »?) est membre de l'équipe Gaim. Il défie l'autorité de son père et de son frère qui possèdent et travaillent pour la corporation Yggdrasill en rejoignant une équipe de danse, bien qu'il demeure sérieux dans ses études. Il devient Armored Rider Ryugen (アーマードライダー龍玄, Āmādo Raidā Ryūgen?) en acquérant un Sengoku Driver auprès de Cid, et apprend que son propre frère est Armored Rider Zangetsu. Commençant à prendre de la distance par rapport à l'équipe Gaim et l'engouement de Kōta, il est définitivement convaincu par son frère de rejoindre les desseins d'Yggdrasill.
- Yuya Sumii (角居 裕也, Sumii Yūya?) est l'ancien capitaine de l'équipe Gaim, disparu dans la forêt Helheim. Seul Mitch a appris ce qu'il advint de lui.
- L'équipe Gaim contient de nombreux membres dont certains ont des rôles plus importants, comme le garçon Rat (ラット, Ratto?) ou les jeunes filles Chucky (チャッキー, Chakkī?) et Rica (リカ, Rika?)

#### Baron
- Kaito Kumon (駆紋 戒斗, Kumon Kaito?) est le capitaine de l'équipe Baron (チームバロン, Chīmu Baron?), rivale de Gaim. D'apparence plutôt stricte envers ses coéquipiers, il a bon fond envers les enfants et également ses amis dont la santé peut l'inquiéter. Il est né dans les quartiers pauvres et possède donc une ambition contre Yggdrasill qui a rasé son terrain de jeu. Il est contacté par Sid pour rééquilibrer la balance du jeu des Inves et se voit donner un Sengoku Driver qui lui permet de se transformer en Armored Rider Baron, le cavalier à l'armure européenne. Il finit par vouloir partir en guerre seule lorsqu'il comprend qu'un terrible secret lie la corporation à Helheim.
- Zack (ザック, Zakku?) est le vice-capitaine de l'équipe Baron. Alors que Kaito se fait de plus en plus absent, il prend les rênes de l'équipe au même titre que Mai s'occupe de Gaim. Alors que Kaito décide de quitter Baron pour s'occuper de sa propre bataille, ce dernier fournit à Zack un Sengoku Driver. Zack l'utilise pour se transformer en Armored Rider Knuckle (アーマードライダーナックル, Āmādo Raidā Nakkuru?) dans sa Kurumi Arms (クルミアームズ, Kurumi Āmuzu?) lors de la grande compétition.
- Peco (ペコ, Peko?) est un membre de l'équipe Baron. Il est plus sournois et tente de truquer une bataille d'Inves en utilisant une fronde pour déstabiliser Mai. Il avouera au même titre que Zack être dans Baron pour pouvoir danser, ce qui confirme Kaito dans l'idée de quitter l'équipe.

#### Autres équipes
- La Team Invitto (チームインヴィット, Chīmu Invitto?) est l'équipe (majoritairement féminine) gérée par Hideyasu Jōno'uchi (城乃内 秀保, Jōno'uchi Hideyasu?), qui peut se transformer en Armored Rider Guridon (アーマードライダーグリドン, Āmādo Raidā Guridon?). Jōno'uchi est un capitaine pleutre qui ne cesse de faire des coups bas. S'alliant d'abord avec Kaito, il finit par faire équipe avec Hase, avant de s'allier avec Ōren Pierre Alfonso.
- La Team Raid Wild (チームレイドワイルド, Chīmu Reido Wairudo?) est une équipe gérée par Ryōji Hase (初瀬 亮二, Hase Ryōji?), qui peut se transformer en Armored Rider Kurokage (アーマードライダー黒影, Āmādo Raidā Kurokage?). Il s'allie d'abord à Kaito pour remonter dans le classement des équipes de danse avant de s'allier avec Jōno'uchi. Il disparaît tragiquement, après avoir perdu son Sengoku Driver et errant en quête d'un pouvoir disparu.
- La Team Red Hot (チームレッドホット, Chīmu Reddo Hotto?) est l'équipe gérée par Sonomura (曽野村?), à qui Sid confie son dernier Sengoku Driver. Ce dernier est cependant volé par Ōren Pierre Alfonso. Sonomura fait preuve de couardise en piégeant Kōta, tout en essayant de s'enrichir par le biais des Inves, ce qui provoque la grande compétition de danse créée par Mai pour redorer le blason des Beat Riders.

### Corporation Yggdrasill
- Takatora Kureshima (呉島 貴虎, Kureshima Takatora?) est le fils du propriétaire de la coporation Yggdrasill, pour laquelle il se dévoue corps et âme dans le département Recherche et Développement. Son objectif est de percer le secret de la forêt de Helheim. Il est également le grand frère de Mitsuzane envers qui il est très protecteur. Il se voit confier rapidement un Sengoku Driver pour se transformer en Armored Rider Zangetsu (アーマードライダー斬月, Āmādo Raidā Zangetsu?) pour défendre les scientifiques dans la forêt d'Yggdrasill contre les Inves et contrer les autres Armored Riders. Une fois le développement des Genesis Drivers terminés, il évolue en Armored Rider Zangetsu Shin (アーマードライダー斬月・真, Āmādo Raidā Zangetsu Shin?). Apprenant lors de la fuite de Kōta et Kaito que Mitsuzane est également un Armored Rider, il le convainc de rejoindre Yggdrasill en lui montrant ses découvertes.
- Sid est un dealer de LockSeeds dont se servent les Beat Riders pour s'affronter lors des jeux d'Inves. Sous les ordres d'Yggdrasill, il dispense des Sengoku Drivers auprès de certains Beat Riders pour expérimentation, parfois secrètement, comme à Mitsuzane. Il se voit confier un Genesis Driver ce qui lui permet de se transformer en Armored Rider Sigurd (アーマードライダーシグルド, Āmādo Raidā Shigurudo?).
- Ryoma Sengoku (戦極 凌馬, Sengoku Ryōma?) est un scientifique de la corporation Yggdrasill, étudiant les LockSeeds et créateurs des Sengoku Drivers ainsi que des Genesis Drivers. Il est proche de Takatora et Sid. Il est lui-même utilisateur d'un Genesis Driver qui lui permet de se transformer en Armored Rider Duke (アーマードライダーデューク, Āmādo Raidā Dyūku?).
- Yoko Minato (湊 耀子, Minato Yōko?) est le garde du corps personnel de Ryoma Sengoku. Loyale à Yggdrasill, elle a la possibilité de se transformer en Armored Rider Marika (アーマードライダーマリカ, Āmādo Raidā Marika?).
- DJ Sagara (DJサガラ, Dī Jei Sagara?) est un employé de la corporation Yggdrasill, qui contrôle l'avancée de la première génération d'Armored Riders. Il anime une émission de radio sur internet « Beat Riders Hotline » qui recense les batailles lors de jeux d'Inves et la popularité des équipes de Beat Riders.

### Autres
- Ōren Pierre Alfonzo (凰蓮・ピエール・アルフォンゾ, Ōren Piēru Arufonzo?) est un ancien parachutiste militaire reconverti dans la pâtisserie après avoir passé 10 ans d'apprentissage en France. Il parsème donc régulièrement ses phrases de locutions françaises. Bien qu'ayant une musculature impressionnante, il montre des postures plutôt efféminées. Après avoir refusé pour des raisons purement arbitraires la candidature de Kōta en recherche de boulot, ce qui provoqua très rapidement une fracture, il désire devenir Cavalier Armuré et vole le Sengoku Driver de Sonomura. Apparaissant uniquement dans le but d'exprimer sa violence. Il finit par accepter de s'allier à la corporation Yggdrasill.
- Akira Kazuraba (葛葉 晶, Kazuraba Akira?) est la grande sœur de Kōta. Elle apprend rapidement qu'il est Armored Rider Gaim mais n'en demeure pas moins protectrice. Elle l'aide à chercher sa place dans la société.
- Kiyojirō Bandō (阪東 清治郎, Bandō Kiyojirō?) est le propriétaire d'un bar à fruits. C'est un lieu de rencontre de Beat Riders (en particulier Kōta et les membres de Gaim, à qui il dispense fraternellement des informations et des conseils) et également le lieu de vente de Sid.
- La jeune fille mystérieuse (ressemblant fortement à Mai) apparaît comme dans un rêve auprès de Gaim, Baron et Ryugen dès leur première transformation, ainsi qu'à Mai, pour leur avertir de leur destinée.
- Kōgane (コウガネ, Kōgane?) est l'antagoniste principal de Kamen Rider Gaim, le film : Grande bataille de football ! La coupe du fruit doré !. Kōgane est la manifestation d'un fruit d'or artificiel créé par un Over Lord dans le passé. Son réveil a finalement accéléré l'extinction de la race alors qu'ils se battaient jusqu'à la mort. Lapis, un jeune Over Lord l'a scellé au prix de son propre chef. Néanmoins, sa malédiction sur le Femushinmu est restée, les laissant en danger. Ryoma Sengoku a découvert son sceau et l'a relâché sans le vouloir, ce qui a entraîné sa propre mort. L'existence de Kōgane amène les Armored Riders à tous convoiter le "fruit d'or". Lentement, les Armored Riders commencent à s'entre-tuer tandis que Kōgane se fait passer pour Yuya et se rend à Kōta. La mort des Riders tombés au combat renforce la "Pomme d'Or" de Kōgane. Quand il est révélé qu'il n'est pas vraiment Yuya, Kōgane se transforme en Armored Rider Mars et vainc Kōta. En corrompant Gaim en Gaim Yami, les deux se dirigent vers Lapis. Cependant, Ryugen, Baron et Marika s'interposent et Lapis perturbe le contrôle mental de Kōta. Kōta se transforme en Gaim Kachidoki Arms et poursuit Mars dans un combat qui permet finalement à la plupart des Riders décédés, dont le cœur n'a pas été totalement corrompu comme Sigurd et Duke, de retourner aider Kōta. Il se transforme en un cheval de feu géant et est vaincu par les Armored Riders alors que le monde revient à la normale, entraînant également la disparition de Lapis. Kōgane survit à sa rencontre dans le film et revient après sept mois écoulés depuis que les usines d'Helheim et d'Inves ont été retirées de la Terre. Prenant la forme d'une sauterelle, il possède une adolescente comme moyen de pression au cas où il serait désavantagé. En utilisant la Black Ringo LockSeed, il est capable de prendre la forme d'Armored Rider Jam, une forme nettement plus faible que l'Armored Rider Mars, en raison de l'énergie épuisée dans la Golden Ringo LockSeed après sa défaite initiale. Il cherche à les autres Armored Riders car ils l'ont humilié, mais il se rendra compte que Lapis avait altéré les souvenirs de tous pour que ce soit comme un rêve.

## Armored Riders
Le terme « Kamen Rider » n'est pas proprement employé dans la série. Au lieu de cela, le terme d'Armored Rider est inventé par DJ Sagara (en se basant sur les noms des Beat Riders employés par les équipes de danse). Gaim et Baron ont baptisé leur forme selon le nom de leur propres équipes de danse.

### Armored Rider Gaim
Gaim (鎧武, Gaimu, « armure martiale ») (Kōta Kazuraba) utilise une arme comportant un katana dont la garde est un pistolet, ce qui lui permet d'attaquer aussi bien au corps à corps qu'à distance. Il peut surtout changer son apparence et ses armes en remplaçant la LockSeed accroché en Sengoku Driver. Le Sengoku Driver a été trouvé par Kōta sur les lieux de disparation de Yuya. Son thème est le samouraï.
- Orange Arms (オレンジアームズ, Orenji Āmuzu?) est la forme principale que Kōta utilise par défaut et qui lui permet d'être équipé d'une épée supplémentaire à l'effigie d'une orange (Daidaimaru), en plus de son katana avec lequel il peut le combiner pour créer un naginata.

- Pine Arms (パインアームズ, Pain Āmuzu?) est une forme basée sur l'ananas, avec laquelle Gaim peut utiliser un marteau météore (le Pine Iron). Combiné avec son katana, il forme un Kusarigama.
- Ichigo Arms (イチゴアームズ, Ichigo Āmuzu?) est une forme basée sur la fraise, en armure plus légère et qui permet à Gaim de lancer des kunaï (les Ichigo Kunai).
- Banana Arms (バナナアームズ, Banana Āmuzu?) est une forme basée sur la banane, emprunté de Armored Rider Baron. Il peut utiliser la lance à l'effigie de banane (Bana Spear) de ce dernier.
- Donguri Arms (ドングリアームズ, Donguri Āmuzu?) est une forme basée sur le gland et empruntée à Gridon. Elle est exclusive à Kamen Rider Gaim, le film : Grande bataille de football ! La coupe du fruit doré !.
- Durian Arms (ドリアンアームズ, Dorian Āmuzu?) est une forme basée sur le durian et empruntée à Bravo. Elle est exclusive à Kamen Rider Gaim, le film : Grande bataille de football ! La coupe du fruit doré !.

- Suika Arms (スイカアームズ, Suika Āmuzu?) est une forme basée sur la pastèque, qui permet à Gaim d'être équipé d'une armure plus volumineuse qui l'entoure, à la manière d'un Mecha (Yoroi Mode). Il peut ainsi se mettre en mode défensif en refermant l'armure comme une boule (Odama Mode) ou au contraire utiliser des pistolets ou des sabres (Suika Sojinto), pouvant même voler (Gyro Mode).

- Jimber Lemon Arms (ジンバーレモンアームズ, Jinbā Remon Āmuzu?, « armuries du cavalier citron ») est une forme évoluée qui mixe la Lemon Energy LockSeed et l'Orange LockSeed. Gaim devient alors plus puissant et peut manipuler un arc (Sonic Arrow). Le pouvoir de la Jimber Lemon Arms est la force, ce qui permet à Gaim de recevoir un pouvoir de renforcement supplémentaire.
- Jimber Cherry Arms (ジンバーチェリーアームズ, Jinbā Cherī Āmuzu?, « armuries du cavalier cerise ») est une forme évoluée qui mixe la Cherry Energy LockSeed et l'Orange LockSeed. Le pouvoir de la Jimber Cherry Arms est la vitesse qui permet à Gaim de se déplacer à une allure inarrêtable.
- Jimber Peach Arms (ジンバーピーチアームズ, Jinbā Pīchi Āmuzu?, « armuries du cavalier pêche ») est une forme évoluée qui mixe la Peach Energy LockSeed et l'Orange LockSeed. Le pouvoir de Jimber Peach est l'audition, ce qui permet à Gaim d'entendre sur de longues distances.
- Black Jimber Arms (ブラックジンバーアームズ, Burakku Jinbā Āmuzu?, « armuries du cavalier noir ») est une forme sombre qui mixe la Black Orange LockSeed et la Black Lemon Energy LockSeed, générés par la plantation de la « graine du Mal » (邪悪の種, Jaaku no tane?) de Kōgane qui a germé en Kōta. Pour ainsi dire, Gaim prend le nom Gaim Yami (鎧武・闇, Gaimu Yami?, « Gaim des ténèbres ») sous cette forme. Elle est exclusive à Kamen Rider Gaim, le film : Grande bataille de football ! La coupe du fruit doré !. Dans le Final Stage, Maja, un serpent démoniaque de la forêt Helheim, prend cette forme avant de devenir Armored Rider Maja.

- Kachidoki Arms (カチドキアームズ, Kachidoki Āmuzu?, « kachidoki » signifie « cri de guerre ») est la forme évoluée de l'Orange LockSeed, faisant davantage ressembler Gaim à un shogun. Avec ce LockSeed, il utilise le puissant Daidai DJ Gun (une arme hybride tanegashima et console de mixage de DJ) et possède toujours le katana et l'épée supplémentaire. Ce LockSeed le rend encore plus puissant que les Genesis Riders (les Armored Riders utilisant le Genesis Driver). Il est plus fort physiquement que les Jimber Arms et la Suika Arms mais en raison de sa lourde armure, sa vitesse et son saut sont fortement réduites. En contrepartie, la Kachidoki Arms offre un ensemble d'armes spécifique et possède une puissance défensive impressionnante, qui lui suffit pour résister à la puissance de feu de dizaines de Dandeliners sans aucun effet néfaste et de résister à la puissance de deux unités de Suika Arms sans pilote qui tentent de l'écraser.

- Kiwami Arms (極アームズ, Kiwami Āmuzu?, littéralement Armes extrêmes) est la forme ultime de Gaim et la véritable forme de la Kachodoki Arms, que Kōta obtient en combinant la Kachidoki LockSeed et la Kiwami LockSeed via le Sen'yo Joint (une extension du Sengoku Driver nécessaire pour se transformer en Kiwami Arms). Elle se base sur un panier de fruits et un shogun. La transformation de Gaim en Kiwami Arms l'unifie avec les 13 Arms de base et brise l'armure de Kachidoki Arms pour créer une armure blanche argentée accompagnée d'une longue cape rouge amovible. Sous cette forme, Kōta peut utiliser tous les armes des 13 Arms, ainsi que celles de ses propres formes évoluées, lui octroyant une plus grande versatilité que la Kachidoki Arms. À part sa vitesse, il est dépasse tous les Riders sur tous les niveaux. L'utilisation de la Kiwami LockSeed donne des pouvoirs supplémentaires à Kōta, comme celui de manipuler de la flore de la forêt Helheim, ou celui de régénérer les LockSeeds endommagés. Toutefois, cela n'est pas sans conséquences : plus Kōta utilise le Kiwami LockSeed, plus il se transforme en Over Lord et perd de son humanité. Sous sa forme finale, Kōta peut rivaliser avec les Over Lords et même en vaincre.

- Wizard Arms (ウィザードアームズ, Wizādo Āmuzu?) est une forme basée sur Kamen Rider Wizard Flame Style, qui utilise la Wizard LockSeed, exclusive à La fatidique Sengoku MOVIE Daigassen. Son arme est le Wizard Swordgun.
- 1-Go Arms (1号アームズ, Ichi-Gō Āmuzu?) est une forme basée sur Kamen Rider 1 (nouvel 1-Go), accessible via le Shōwa Rider LockSeed, créé à partir du pouvoir des 15 Shōwa Riders, et l'imagination de Shū Aoi pour contrer Fifteen Gaim Arms dans Kamen Rider Taisen.
- Drive Arms (ドライブアームズ, Doraibu Āmuzu?) est une forme basée sur Kamen Rider Drive Type Speed, atteinte quand Kōta utilise la Drive LockSeed exclusive à MOVIE Taisen Full Throttle. Son arme est la Handle-Ken (litt. « épée-volant directionnel ») de Kamen Rider Drive.
- Ryuki Arms (龍騎アームズ, Ryūki Āmuzu?) est une forme basée sur Kamen Rider Ryuki, atteinte avec la Ryuki LockSeed apparue dans Kamen Rider Taisen. La forme est exclusive aux cartes du jeu d'arcade Kamen Rider Battle : Ganbarizing. Son arme est le DragSaber.
- Den-O Arms (電王アームズ, Den-Ō Āmuzu?) est une forme basée sur Kamen Rider Den-O Sword Form, atteinte avec la Den-O LockSeed apparue dans Kamen Rider Taisen. La forme est exclusive au jeu d'arcade Kamen Rider Battle : Ganbarizing. Son arme est le DenGasher Sword Mode.
- Decade Arms (ディケイドアームズ, Dikeido Āmuzu?) est une forme basée sur Kamen Rider Decade, atteinte avec la Decade LockSeed apparue dans Kamen Rider Taisen. La forme pour Gaim est exclusive au jeu d'arcade Kamen Rider Battle : Ganbarizing, mais a été utilisée par Armored Rider Fifteen dans Kamen Rider Taisen grâce à la Quindécuple Heisei LockSeed. Son arme est le Ride Booker.
- Double Arms (ダブルアームズ, Daburu Āmuzu?) est une forme basée sur Kamen Rider W CycloneJoker, atteinte avec la Double LockSeed apparue dans La fatidique Sengoku MOVIE Daigassen et Kamen Rider Taisen. La forme pour Gaim est exclusive au jeu d'arcade Kamen Rider Battle : Ganbarizing, mais a été utilisée par Armored Rider Ryugen dans La fatidique Sengoku MOVIE Daigassen.
- OOO Arms (オーズアームズ, Ōzu Āmuzu?) est une forme basée sur Kamen Rider OOO Tatoba Combo, atteinte avec l'OOO LockSeed apparue dans La fatidique Sengoku MOVIE Daigassen et Kamen Rider Taisen. La forme est exclusive au jeu d'arcade Kamen Rider Battle : Ganbarizing, mais a été utilisée par Armored Rider Baron dans La fatidique Sengoku MOVIE Daigassen. Son arme est le Medajalibur.
- Fourze Arms (フォーゼアームズ, Fōze Āmuzu?) est une forme basée sur Kamen Rider Fourze BaseStates, atteinte avec la Fourze LockSeed apparue dans La fatidique Sengoku MOVIE Daigassen et Kamen Rider Taisen. La forme pour Gaim est exclusive au jeu d'arcade Kamen Rider Battle : Ganbarizing, mais a été utilisée par Armored Rider Zangetsu dans La fatidique Sengoku MOVIE Daigassen grâce à la Fourze LockSeed, et par Armored Rider Fifteen dans Kamen Rider Taisen grâce à la Quindécuple Heisei LockSeed. Son arme est le Rocket Module.

- Fresh Orange Arms (フレッシュオレンジアームズ, Furesshu Orenji Āmuzu?, « Fresh Orange » signifie « orange fraiche ») est une forme évoluée et brillante du LockSeed Orange exclusive au Hyper Battle DVD. Il est équipé de deux Daidaimaru.
- Kabita Orange Arms (カビたオレンジアームズ, Kabita Orenji Āmuzu?, « kabita » signifie « moisi ») est une forme faible de l'Orange Arms, exclusive au Final Stage. Elle est identique à l'Orange Arms, mais est recouverte de moisissures, car atteinte à cause d'une amnésie de Kōta.
- Natsumikan Arms (ナツミカンアームズ, Natsumikan Āmuzu?) est une forme atteinte par Natsumi Hikari dans la S.I.C. HERO SAGA de Kamen Rider Decade : Le monde d'OOO. Elle sert de substitut à Gaim Orange Arms, qui n'existe pas dans le monde visité par le studio photo Hikari.

### Armored Rider Baron
Baron (バロン) (Kaito Kumon) utilise principalement le LockSeed Banana pour sa transformation. Le Sengoku Driver a été donné par Sid à Kaito à sa demander pour rééquilibrer le jeu d'Inves. A un moment donné, il a obtenu un Genesis Driver et un LockSeed Lemon Energy de la part de Sengoku Ryoma. Son thème est le chevalier médiéval européen.
- Banana Arms (バナナアームズ, Banana Āmuzu?) est la forme par défaut de Baron avec le Sengoku Driver. Il permet à Kaito d'utiliser sa lance en forme de banane BanaSpear (バナスピアー, BanaSupiā?). Dans MOVIE Taisen Full Throttle, ZZZ Megahex recrée artificiellement cette forme, tout en ressucitant temporairement Kaito.
- Mango Arms (マンゴーアームズ, Mangō Āmuzu?) est une forme basée sur la mangue et est centrée puissance. Il permet à Baron d'utiliser le morgenstern Mango Punisher (マンゴパニッシャー, Mango Panisshā?).
- Kiwi Arms (キウイアームズ, Kiui Āmuzu?) est une forme basée sur le kiwi et empruntée à Ryugen dans le Hyper Battle DVD.

- Suika Arms (スイカアームズ, Suika Āmuzu?) est une forme basée sur la pastèque, qui permet à Baron d'être équipé d'une armure plus volumineuse qui l'entoure, à la manière d'un mecha (Yoroi Mode). Il peut ainsi se mettre en mode défensif en refermant l'armure comme une boule (Odama Mode) ou au contraire utiliser des pistolets ou des sabres (Suika Sojinto), pouvant même voler (Gyro Mode).

- Lemon Energy Arms (レモンエナジーアームズ, Remon Enajī Āmuzu?) est la forme par défaut de Baron avec le Genesis Driver et la Lemon Energy LockSeed. Comme tous les Genesis Riders, il utilise un arc (Sonic Arrow).

- Ringo Arms (リンゴアームズ, Ringo Āmuzu?) est une forme basée sur la pomme, accessible avec le Forbidden Ringo LockSeed exclusif au V-Cinema Gaim Gaiden : Kamen Rider Zangetsu/Kamen Rider Baron. Cette forme est plus puissante que la Banana Arms et la Mango Arms et rivalise même avec les utilisateurs du Genesis Driver. Ses armes sont le Sword Bringer et l'Apple Reflecter. Kaito perd l'accès à la Ringo Arms lorsqu'il détruit sa LockSeed à mains nues après sa bataille contre Armored Rider Tyrant, étant donné que les pouvoirs de Helheim de la Ringo LockSeed le transforment peu à peu en Inves.

- OOO Arms (オーズアームズ, Ōzu Āmuzu?) est une forme basée sur Kamen Rider OOO Tatoba Combo, qui utilise le OOO LockSeed exclusive à La fatidique Sengoku MOVIE Daigassen. Son arme est le Medajalibur.
- Den-O Arms (電王アームズ, Den-Ō Āmuzu?) est une forme basée sur Kamen Rider Den-O Sword Form, atteinte avec la Den-O LockSeed apparue dans Kamen Rider Taisen. La forme est exclusive au jeu d'arcade Kamen Rider Battle : Ganbarizing. Son arme est le DenGasher Sword Mode.
- Wizard Arms (ウィザードアームズ, Wizādo Āmuzu?) est une forme basée sur Kamen Rider Wizard Flame Style, atteinte avec la Wizard LockSeed apparue dans Kamen Rider Taisen. Baron emprunte cette forme a Gaim qu'il a utilisée dans La fatidique Sengoku MOVIE Daigassen, mais aussi à Fifteen qui l'a utilisée dans Kamen Rider Taisen avec la Quindécuple Heisei LockSeed. Pour Baron, la forme est exclusive au jeu d'arcade Kamen Rider Battle : Ganbarizing. Son arme est le Wizard Swordgun.

- Lord Baron (ロード・バロン, Rōdo Baron?) ne s'agit pas en soi d'une forme de Rider, mais est la forme Over Lord atteinte par Kaito Kumon, qui, infecté par la maladie de Helheim de la main de l'Over Lord Redyue, mange un fruit de la forêt Helheim. Sa force surpasse celle de Duke Lemon Energy Arms et égale même celle de Gaim Kiwami Arms. Sous cette forme, Kaito conserve sa conscience, et ressemble à lorsqu'il est transformé en Baron Banana Arms. Cependant, il comporte davantage de traits d'un scarabée lucane cerf-volant. Enfin, il peut contrôler librement la faune et la flore d'Helheim, et possède une épée à pommeau tranchant nommée Guronbaryamu (グロンバリャム Guronbāyamu), qui est le Sheimu de Demushu recoloré.

### Armored Rider Zangetsu
Zangetsu (斬月, « tranchant de lune ») (Takatora Kureshima) utilise le LockSeed Melon pour le Sengoku Driver, et le LockSeed Energy Melon Energy pour le Genesis Driver. Les Drivers ont été fournis par Ryoma pour que Takatora protège le scientifiques dans la forêt Helheim. Tout comme Gaim, son thème est le samouraï.
- Melon Arms (メロンアームズ, Meron Āmuzu?) est la forme par défaut de Zangetsu. Il peut utiliser le bouclier Melon Defender (メロンディフェンダー, Meron Difendā?), qu'il peut utiliser en tant que boomerang, ainsi qu'un sabre-pistolet comme Gaim.
  - Dans le spectacle « Kamen Rider Zangetsu » -Gaim Gaiden-, Masahito Shizumiya, un chercheur d'Yggdrasil Corporation censé être mort, réapparait et se transforme en Zangetsu Melon Arms.
  - Dans le jeu mobile Ride Kamens, Sōun, alias Kamen Rider Soun, de la faction Wisdom Thinks s'inspire de Zangetsu Melon Arms.
- Mango Arms (マンゴーアームズ, Mangō Āmuzu?) est une forme basée sur la mangue, empruntée à Baron. Elle apparaît uniquement dans le Hyper Battle DVD.

- Watermelon Arms (ウォーターメロンアームズ, Wōtāmeron Āmuzu?) est une forme basée sur la pastèque, accessible avec la Watermelon LockSeed, un prototype de la Suika LockSeed donné par Ryōma Sengoku (dans l'éventualité où le Genesis Driver se ferait voler ou détruire). Elle apparaît dans le V-Cinema Gaim Gaiden : Kamen Rider Zangetsu/Kamen Rider Baron. Zangetsu y est armé du Watermelon Gatling (ウォーターメロンガトリング, Wōtāmeron Gatoringu?), un bouclier qui ressemble au Melon Defender mais avec une fixation semblable à un minigun à la place de la pointe tranchante sur le fond.

- Kachidoki Arms (カチドキアームズ, Kachidoki Āmuzu?, « kachidoki » signifie « cri de guerre ») est une forme évoluée de la Melon Arms, atteinte grâce à la Shin Kachidoki LockSeed. Elle apparaît dans le spectacle « Kamen Rider Zangetsu » -Gaim Gaiden-, mais réapparait cependant dans Gaim Gaiden : Kamen Rider Gridon VS Kamen Rider Bravo.

- Fourze Arms (フォーゼアームズ, Fōze Āmuzu?) est une forme basée sur Kamen Rider Fourze BaseStates, atteinte en utilise la Fourze LockSeed, exclusive à La fatidique Sengoku MOVIE Daigassen et Kamen Rider Taisen. Son arme est le Rocket Module.
- Kabuto Arms (カブトアームズ, Kabuto Āmuzu?) est une forme basée sur Kamen Rider Kabuto Rider Form, atteinte avec la Kabuto LockSeed apparue dans Kamen Rider Taisen. La forme est exclusive au jeu d'arcade Kamen Rider Battle : Ganbarizing.
- Decade Arms (ディケイドアームズ, Dikeido Āmuzu?) est une forme basée sur Kamen Rider Decade, atteinte avec la Decade LockSeed apparue dans Kamen Rider Taisen. La forme pour Zangetsu est cependant exclusive au jeu d'arcade Kamen Rider Battle : Ganbarizing, mais a été utilisée par Armored Rider Fifteen dans Kamen Rider Taisen grâce à la Quindécuple Heisei LockSeed. Son arme est le Ride Booker.

- Suika Arms (スイカアームズ, Suika Āmuzu?) est une forme basée sur la pastèque, qui permet à Zangetsu d'être équipé d'une armure plus volumineuse qui l'entoure, à la manière d'un Mecha (Yoroi Mode). Il peut ainsi se mettre en mode défensif en refermant l'armure comme une boule (Odama Mode) ou au contraire utiliser des pistolets ou des sabres (Suika Sojinto), pouvant même voler (Gyro Mode). Zangetsu n'utilise cette forme que dans le roman adapté de la série.
- Jimber Melon Arms (ジンバーメロンアームズ, Jinbā Meron Āmuzu?, « armuries du cavalier melon ») est une forme évoluée qui mixe la Melon Energy LockSeed et la Melon LockSeed. Cette forme est exclusive au roman de Kamen Rider Gaim. Elle agit comme une alternative à Zangetsu Shin Melon Energy Arms.

### Armored Rider Ryugen
Ryugen (龍玄, Ryūgen, « profond dragon ») (Mitsuzane Kureshima) a pour thème un guerrier chinois. Le Sengoku Driver a été donné par Sid en secret à Mitsuzane pour qu'il puisse assister Kōta, trop blessé par les attaques des Inves et traumatisé par son affrontement contre Zangetsu.
- Budou Arms (ブドウアームズ, Budō Āmuzu?) est la forme par défaut de Ryugen. Il peut utiliser un pistolet (Budou Ryuhoh).
  - Dans le jeu mobile Ride Kamens, Uryū Takatō, alias Kamen Rider Toryu, également nommé Chaos Rider Uryū, de la faction Tower Emblem s'inspire de Ryugen Budou Arms.

- Kiwi Arms (キウイアームズ, Kiui Āmuzu?) est une forme basée sur le kiwi. Il attaque cette fois-ci au corps à corps avec des chakram (les Kiwi Gekirin).
- Pine Arms (パインアームズ, Pain Āmuzu?) est une forme basée sur l'ananas, empruntée à Gaim. Elle apparaît uniquement dans le Hyper Battle DVD.

- Yomotsuheguri Arms (ヨモツヘグリアームズ, Yomotsuheguri Āmuzu ; « arumuries du fruit de l'autre monde ») une forme améliorée de Ryugen, dans laquelle il est renommé Ryugen Yomi (龍玄・黄泉, Ryūgen Yomi, « »). Cette forme ressemble à une combinaison de la Budou Arms et de la Kiwi Arms. Sous cette forme, Ryugen Yomi peut invoquer les armes des Over Lords, telles que la hache de Shinmugurun et le bâton de Redyue, ainsi que ses propres Budou Ryuhou et Kiwi Gekirin. Cependant, l'utilisation prolongée du Yomotsuheguri LockSeed entraîne la mort de son utilisateur, ce qui a poussé Gaim à rapidement l'enlever et le détruire lorsqu'attaqué par Ryugen Yomi.

- Double Arms (ダブルアームズ, Daburu Āmuzu?) est une forme basée sur Kamen Rider W CycloneJoker, qui utilise la Double LockSeed, exclusive à La fatidique Sengoku MOVIE Daigassen. Son arme est le Trigger Magnum de LunaTrigger.
- Faiz Arms (ファイズアームズ, Faizu Āmuzu?) est une forme basée sur Kamen Rider Faiz, atteinte en utilisant la Faiz LockSeed apparue dans Kamen Rider Taisen. Cette forme pour Ryugen est exclusive au jeu d'arcade Kamen Rider Battle : Ganbarizing. Son arme est le Faiz Edge.
- Fourze Arms (フォーゼアームズ, Fōze Āmuzu?) est une forme basée sur Kamen Rider Fourze BaseStates, atteinte avec la Fourze LockSeed apparue dans La fatidique Sengoku MOVIE Daigassen et Kamen Rider Taisen. La forme pour Ryugen est exclusive au jeu d'arcade Kamen Rider Battle : Ganbarizing, mais a été utilisée par Armored Rider Zangetsu dans La fatidique Sengoku MOVIE Daigassen grâce à la Fourze LockSeed, et par Armored Rider Fifteen dans Kamen Rider Taisen grâce à la Quindécuple Heisei LockSeed. Son arme est le Rocket Module.

- Jimber Dragon Fruit Arms (ジンバードラゴンフルーツアームズ, Jinbā Doragon Furūtsu Āmuzu?) est une forme évoluée basée sur le pitaya (fruit du dragon) qui mixe la Dragon Fruit Energy LockSeed et la Budou LockSeed. Cette forme est exclusive au roman de Kamen Rider Gaim.
- Melon Energy Arms (メロンエナジーアームズ, Meron Enajī Āmuzu?) est une forme évoluée de Ryugen. Elle existe uniquement dans les fichiers du jeu Kamen Rider : Battride War Ⅱ, mais n'y est pas utilisée. C'est en soi une alternative à la transformation en Zangetsu Shin Melon Energy Arms.

### Armored Rider Gridon
Gridon (グリドン, Guridon, verlan de « gland ») (Jōno'uchi Hideyasu) s'est vu confier son Sengoku Driver pour assister Baron lors de l'alliance temporaire contre Gaim et Ryugen. Son thème est le soldat grec.
- Donguri Arms (ドングリアームズ, Donguri Āmuzu?) est la forme par défaut de Gridon. Il utilise un marteau de guerre (le Donkachi).

- Suika Arms (スイカアームズ, Suika Āmuzu?) est une forme basée sur la pastèque, qui permet à Gridon d'être équipé d'une armure plus volumineuse qui l'entoure, à la manière d'un mecha (Yoroi Mode). Il peut ainsi se mettre en mode défensif en refermant l'armure comme une boule (Odama Mode) ou au contraire utiliser des pistolets ou des sabres (Suika Sojinto), pouvant même voler (Gyro Mode).

- Matsubokkuri Arms (マツボックリアームズ, Matsubokkuri Āmuzu?) est une forme basée sur la pomme de pin, empruntée à Kurokage. Il utilise ainsi sa lance (le Kuromatsu). Cette forme pour Gridon est exclusive au jeu d'arcade Kamen Rider Battle : Ganbarizing.
- Kurumi Arms (クルミアームズ, Kurumi Āmuzu?) est une forme basée sur la noix, empruntée à Knuckle. Il utilise ainsi ses poings (Kurumi Bomber). Cette forme pour Gridon est exclusive au jeu d'arcade Kamen Rider Battle : Ganbarizing.
- Double Arms (ダブルアームズ, Daburu Āmuzu?) est une forme basée sur Kamen Rider W CycloneJoker, atteinte avec la Double LockSeed apparue dans La fatidique Sengoku MOVIE Daigassen et Kamen Rider Taisen. La forme pour Gridon est exclusive au jeu d'arcade Kamen Rider Battle : Ganbarizing, mais a été utilisée par Armored Rider Ryugen dans La fatidique Sengoku MOVIE Daigassen.

- Lychee Arms (ライチアームズ, Raichi Āmuzu?) est une forme évoluée basé sur le litchi. Il utilise le Shine Donkachi, un forme évoluée du Donkachi. Il utilise également la Shine Lychee Sword, une épée à pommeau tranchant recoloré du Guronbaryamu de Lord Baron, lui-même recoloré du Sheimu de Demushu. Cette forme apparaît uniquement dans la web-série Gaim Gaiden : Kamen Rider Gridon VS Kamen Rider Bravo, et revient dans Kamen Rider Revice : The Mystery.

### Armored Rider Kurokage
Kurokage (黒影, « ombre noire ») (Ryōji Hase) s'est vu confier son Sengoku Driver pour assister Baron lors de l'alliance temporaire contre Gaim et Ryugen. Après avoir perdu contre Zangetsu, le Driver partiellement détruit a permis d'avoir suffisamment d'information pour créer une milice privée à l'effigie de Kurokage chargée de la protection d'Yggdrasill. Son thème est l'ashigaru.
- Matsubokkuri Arms (マツボックリアームズ, Matsubokkuri Āmuzu?) est la forme par défaut de Kurokage, basée sur la pomme de pin. Son arme est une lance (le Kuromatsu).

- Donguri Arms (ドングリアームズ, Donguri Āmuzu?) est une forme basée sur le gland, empruntée à Gridon. Il utilise ainsi son marteau de guerre (le Donkachi). Cette forme pour Kurokage est exclusive au jeu d'arcade Kamen Rider Battle : Ganbarizing.
- Kurumi Arms (クルミアームズ, Kurumi Āmuzu?) est une forme basée sur la noix, empruntée à Knuckle. Il utilise ainsi ses poings (Kurumi Bombers). Cette forme pour Kurokage est exclusive au jeu d'arcade Kamen Rider Battle : Ganbarizing.

- Blade Arms (ブレイドアームズ, Bureido Āmuzu?) est une forme basée sur Kamen Rider Blade, atteinte en utilisant la Blade LockSeed apparue dans Kamen Rider Taisen. Cette forme pour Kurokage est exclusive au jeu d'arcade Kamen Rider Battle : Ganbarizing. Son arme est le Blay Rouzer.

### Armored Rider Bravo
Bravo (ブラーボ, Burābo) (Ōren Pierre Alfonso) a volé le Sengoku Driver confié par Cid à Sonomura. Son thème est un mélange d'un gladiateur romain et d'une vierge de fer.
- Durian Arms (ドリアンアームズ, Dorian Āmuzu?) est la forme par défaut de Bravo, basée sur le durian. Elle consiste en une armure hérissée de pics, ainsi que de deux épées également hérissées de pics tronçonneurs (Duri Noko).
- Blade Arms (ブレイドアームズ, Bureido Āmuzu?) est une forme basée sur Kamen Rider Blade, atteinte en utilisant la Blade LockSeed apparue dans Kamen Rider Taisen. Cette forme pour Bravo est exclusive au jeu d'arcade Kamen Rider Battle : Ganbarizing. Son arme est le Blay Rouzer.

- Jimber Melon Arms (ジンバーメロンアームズ, Jinbā Meron Āmuzu?, « armuries du cavalier melon ») est une forme évoluée qui mixe la Melon Energy LockSeed et la Durian LockSeed. Cette forme est exclusive à la S.I.C. HERO SAGA de Kamen Rider Decade : Le monde d'OOO.

- KingDurian Arms (キングドリアンアームズ, KinguDorian Āmuzu?) est une forme évoluée de Bravo. Elle est atteinte lorsqu'Ōren se voit être possédé par les plantes de la forêt Helheim, ce qui le rend gigantesque, et hors de contrôle. Son Duri Noko évolue également en Giga Duri Noko. Cette forme apparaît dans la web-série Gaim Gaiden : Kamen Rider Gridon VS Kamen Rider Bravo, et revient dans Kamen Rider Revice : The Mystery, où il semble l'avoir maîtrisée.

### Armored Rider Knuckle
Knuckle (ナックル, Nakkuru, « phalange/poing ») (Zack) s'est vu offrir un Sengoku Driver récupéré par Kaito lors de sa fuite d'Yggdrasill. Son thème est le boxeur et l'écuyer.
- Kurumi Arms (クルミアームズ, Kurumi Āmuzu?) est la forme par défaut de Knuckle. Il combat en boxant avec des gants en forme de noix (Kurumi Bombers).

- Suika Arms (スイカアームズ, Suika Āmuzu?) est une forme basée sur la pastèque, qui permet à Knuckle d'être équipé d'une armure plus volumineuse qui l'entoure, à la manière d'un mecha (Yoroi Mode). Il peut ainsi se mettre en mode défensif en refermant l'armure comme une boule (Odama Mode) ou au contraire utiliser des pistolets ou des sabres (Suika Sojinto), pouvant même voler (Gyro Mode).

- Donguri Arms (ドングリアームズ, Donguri Āmuzu?) est une forme basée sur le gland, empruntée à Gridon. Elle utilise ainsi son marteau de guerre (le Donkachi). Cette forme pour Knuckle est exclusive au jeu d'arcade Kamen Rider Battle : Ganbarizing.
- Matsubokkuri Arms (マツボックリアームズ, Matsubokkuri Āmuzu?) est une forme basée sur la pomme de pin, empruntée à Kurokage. Il utilise ainsi sa lance (le Kuromatsu). Cette forme pour Knuckle est exclusive au jeu d'arcade Kamen Rider Battle : Ganbarizing.
- Kuuga Arms (クウガアームズ, Kūga Āmuzu?) est une forme basée sur Kamen Rider Kuuga Mighty Form, atteinte en utilisant la Kuuga LockSeed apparue dans Kamen Rider Taisen. Cette forme pour Knuckle est exclusive au jeu d'arcade Kamen Rider Battle : Ganbarizing.

- Jimber Marron Arms (ジンバーマロンアームズ, Jinbā Maron Āmuzu?, « armuries du cavalier marron ») est une forme évoluée qui mixe la Marron Energy LockSeed et la Kurumi LockSeed. Zack devient alors plus puissant et peut utiliser les Marron Bombers, une paire de gants de boxe géants ayant la forme de la coquille extérieure épineuse d'un châtaignier. La coquille épineuse externe des Marron Bombers peut être retirée, révélant deux gants de boxe de taille normale ressemblant à des châtaignes grillées. Celles-ci permettent à Knuckle de délivrer des coups plus ardents. Cette forme est apparue uniquement dans Gaim Gaiden : Kamen Rider Duke/Kamen Rider Knuckle.

### Armored Rider Zangetsu Shin
Zangetsu Shin (斬月・真, « vrai tranchant de lune ») est un Rider se rapprochant de Zangetsu. En effet, celui-ci n'est ni plus ni moins qu'un Zangetsu utilisant le Genesis Driver, mais est bel et bien considéré comme un autre Rider. Étant donné que ce Driver n'est pas exclusif à son utilisateur, Mitsuzane, en plus de Takatora, se transforme en ce Rider. En effet, bien que Takatora se transforme généralement en ces deux Riders, préférant Zangetsu Shin, dans l'épisode 36, Mitsuzane devient Zangetsu Shin pour combattre son frère transformé en simple Zangetsu.
- Melon Energy Arms (メロンエナジーアームズ, Meron Enajī Āmuzu?) est la forme par défaut de Zangetsu Shin. Il est globalement plus puissant, car devenu un Genesis Rider, et utilise donc le Sonic Arrow.

- Agito Arms (アギトアームズ, Agito Āmuzu?) est une forme de Zangetsu Shin basée sur Kamen Rider Agito Ground Form, atteinte avec l'Agito LockSeed apparue dans Kamen Rider Taisen. La forme est exclusive au jeu d'arcade Kamen Rider Battle : Ganbarizing.

### Armored Rider Marika
Marika (マリカ) (Yōko Minato) a été équipée de son Genesis Driver par Ryōma Sengoku. Son thème est un guerrier arabe.
- Peach Energy Arms (ピーチエナジーアームズ, Pīchi Enajī Āmuzu?) est la forme par défaut de Marika. Comme tous les porteurs du Genesis Driver, elle utilise un arc (Sonic Arrow) et est plus puissante que les utilisateurs du Sengoku Driver.

- Fourze Arms (フォーゼアームズ, Fōze Āmuzu?) est une forme basée sur Kamen Rider Fourze BaseStates, atteinte avec la Fourze LockSeed apparue dans La fatidique Sengoku MOVIE Daigassen et Kamen Rider Taisen. La forme pour Marika est exclusive au jeu d'arcade Kamen Rider Battle : Ganbarizing, mais a été utilisée par Armored Rider Zangetsu dans La fatidique Sengoku MOVIE Daigassen grâce à la Fourze LockSeed, et par Armored Rider Fifteen dans Kamen Rider Taisen grâce à la Quindécuple Heisei LockSeed. Son arme est le Rocket Module.

### Armored Rider Sigurd
Sigurd (シグルド, Shigurudo) (dealer de LockSeed Sid) a été équipé de son Genesis Driver par Ryōma Sengoku. Son thème est le guerrier viking.
- Cherry Energy Arms (チェリーエナジーアームズ, Cherī Enajī Āmuzu?) est la forme par défaut de Sigurd. Comme tous les porteurs de Genesis Driver, il utilise un arc (Sonic Arrow) et est plus puissant que les utilisateurs du Sengoku Driver.

- Kiva Arms (キバアームズ, Kiba Āmuzu?) est une forme de Sigurd basée sur Kamen Rider Kiva Kiva Form, atteinte avec la Kiva LockSeed apparue dans Kamen Rider Taisen. La forme est exclusive au jeu d'arcade Kamen Rider Battle : Ganbarizing.

### Armored Rider Duke
Duke (デューク, Dyūku, « duc ») (Ryōma Sengoku) s'est lui-même fourni son Genesis Driver puisqu'il est l'inventeur du Sengoku Driver et du Genesis Driver. Son thème est un guerrier européen.
- Lemon Energy Arms (レモンエナジーアームズ, Remon Enajī Āmuzu?) est la forme par défaut de Duke. Comme tous les porteurs de Genesis Driver, il utilise un arc (Sonic Arrow) et est plus puissant que les utilisateurs du Sengoku Driver.
- Dragon Energy Arms (ドラゴンエナジーアームズ, Doragon Enajī Āmuzu?) est une forme évoluée de Duke, exclusive à MOVIE Taisen Full Throttle, accessible avec la Dragon Fruit Energy LockSeed. Son arme est toujours le Sonic Arrow.
- Lemon Arms (レモンアームズ, Remon Āmuzu?) est une ancienne forme utilisée par Duke avec le Sengoku Driver et la Lemon LockSeed. Son arme est une rapière (la Lemon Rapier). Cette forme est apparue uniquement dans Gaim Gaiden : Kamen Rider Duke/Kamen Rider Knuckle.

- Wizard Arms (ウィザードアームズ, Wizādo Āmuzu?) est une forme basée sur Kamen Rider Wizard Flame Style, atteinte avec la Wizard LockSeed apparue dans Kamen Rider Taisen. Duke emprunte cette forme a Gaim qu'il a utilisée dans La fatidique Sengoku MOVIE Daigassen, mais aussi à Fifteen qui l'a utilisée dans Kamen Rider Taisen avec la Quindécuple Heisei LockSeed. Pour Duke, la forme est exclusive au jeu d'arcade Kamen Rider Battle : Ganbarizing. Son arme est le Wizard Swordgun.

### Armored Rider Fifteen
Fifteen (フィフティーン, Fifutīn, « quinze ») (Ren Aoi) est l'antgoniste du film Heisei Riders contre Shōwa Riders : Kamen Rider Taisen feat. Super Sentai. Il a obtenu son Sengoku Driver et ses LockSeeds en tant que membre de l'empire de Badan, les antagonistes de Kamen Rider ZX. Son thème est la mort, ainsi que les 15 Heisei Riders (il est inscrit « quinze » (十五, Jū-Go) sur son armure).
- Armored Rider Fifteen est la forme par défaut de Fifteen accessible avec la Fifteen LockSeed. Son arme est le Yomimaru, une grande épée noire.
- Decade Arms (ディケイドアームズ Dikeido Āmuzu) est une forme basée sur Kamen Rider Decade, accessible avec la Quindécuple Heisei LockSeed. Son arme est le Ride Booker de Decade. Tout comme Kamen Rider Decade Gekijōtai, cette forme permet à Fifteen d'utiliser le pouvoir des neuf premiers Heisei Riders sans changer de forme, comme montré lorsqu'il a pu utiliser l'Ongekibou Rekka sans utiliser une éventuelle Hibiki Arms pour contrer l'Ongekibou Rekka de Kamen Rider Decade Hibiki.
- Fourze Arms (フォーゼアームズ, Fōze Āmuzu?) est une forme basée sur de Kamen Rider Fourze BaseStates, accessible avec la Quindécuple Heisei LockSeed. Son arme est la Barizun Sword de Fourze CosmicStates.
- Wizard Arms (ウィザードアームズ, Wizādo Āmuzu?) est une forme basée sur de Kamen Rider Wizard Flame Style, accessible avec la Quindécuple Heisei LockSeed. Son arme est le Wizard Swordgun.
- Gaim Arms (鎧武アームズ, Gaimu Āmuzu) est une forme basée sur Gaim Orange Arms, accessible avec la LockSeed Heisei. Cette forme est désignée par Fifteen lui-même comme sa « transformation ultime ». Il le démontre en battant Gaim Kachidoki Arms. Ses arme sont les Daidaimaru et Musou Saber de Gaim.

### Armored Rider Mars
Mars (マルス, Marusu) (Kōgane) est l'antagoniste principal de Kamen Rider Gaim, le film : Grande bataille de football ! La coupe du fruit doré !. Il utilise un Sengoku Driver avec la Ringo LockSeed dorée.
- Golden Arms (ゴールデンアームズ, Gōruden Āmuzu?) est la forme par défaut de Mars, basée sur la pomme d'or. Ses armes sont le Sword Bringer et l'Apple Reflecter. À la suite de la défaite face aux Armored Riders, le Golden Ringo LockSeed a été complètement vidé de son énergie, ce qui l'a transformé en Ringo LockSeed noire, faisant en sorte que Kōgane perde à jamais la capacité de se transformer en Mars

### Armored Rider Kamuro
Kamuro (冠, « couronne ») (Lapis, de son vrai nom Shamubishe) est un ancien membre de la civilisation Femushinmu qui s'oppose à Mars dans Kamen Rider Gaim, le film : Grande bataille de football ! La coupe du fruit doré !. Il utilise un Sengoku Driver avec la Ringo LockSeed argentée.
- Silver Arms (シルバーアームズ Shirubā Āmuzu) est la forme par défaut de Lapis, basée sur une pomme d'argent. Son arme est un bâton nommé Souginjou qui peut le transformer en un ballon de football énergétique.

### Armored Rider Kurokage Shin
Kurokage Shin (黒影・真, « vraie ombre noire ») (Peco) est tout comme Zangetsu Shin, un Armored Rider devenu Genesis Rider, dans Kamen Rider Gaim, le film : Grande bataille de football ! La coupe du fruit doré !. Il utilise un Genesis Driver avec la Matsubokkuri Energy LockSeed.
- Matsubokkuri Energy Arms (マツボックリエナジーアームズ, Matsubokkuri Enajī Āmuzu?) est la forme par défaut de Kurokage Shin, basée sur la pomme de pin. Elle est plus puissante que la Matsubokkuri Arms de Kurokage, et arme, le Kuromatsu Shin, est une évolution du Kuromatsu.

### Armored Rider Jam
Jam (邪武, Jamu, « mauvaise martialité ») (Kōgane), l'antagoniste principal de Kamen Rider Gaim, le film : Grande bataille de football ! La coupe du fruit doré ! revient dans l'épisode final en possédant une adolescente et en se transformant en Armored Rider Jam. Il utilise un Sengoku Driver avec la Ringo LockSeed noire.
- Darkness Arms (ダークネスアームズ, Dākunesu Āmuzu?) est la forme par défaut de Jam, et une version ténébreuse de Mars Golden Arms. Son arme est le Dark Daidamaru. Cette forme est plus faible que Mars (notamment sur le plan défensif), en raison du fait que la Ringo LockSeed dorée ait été épuisée de toute son énergie, la transformant en Ringo LockSeed noire. Kōgane a déclaré qu'il n'avait pu récupérer que très peu de son pouvoir, ce qui est montré par Ryugen Budou Arms qui réussit à le blesser, en ayant pu le vaincre à lui seul, si Kōgane n'avait pas eu pris possession du corps d'une innocente.

### Armored Rider Bujin Gaim
Bujin Gaim (武神鎧武, Bujin Gaimu) est l'antagoniste principal de Kamen Rider × Kamen Rider, Gaim & Wizard : La fatidique Sengoku MOVIE Daigassen. Il est l'alter ego de Gaim dans le monde de l'ère Sengoku, un monde ou les 15 Heisei Riders sont des seigneurs de guerre (武神, Bujin) occupant chacun une partie de l'archipel nippon. Parmi eux, il est le plus puissant seigneur de guerre. Il a pour thème le samouraï.
- Blood Orange Arms (ブラッドオレンジアームズ Buraddo Orenji Āmuzu) est la forme par défaut de Bujin Gaim, utilisant la Blood Orange LockSeed et le Sengoku Driver.

- Bujin Gaim en Position du lotus (蓮華座武神鎧武, Renge-za Bujin Gaimu) est une forme Kaijin de Bujin Gaim, et n'est donc pas à proprement parler une forme de Rider. Dans le climax de La fatidique Sengoku MOVIE Daigassen, Bujin Gaim fusionne avec le shinboku, dont la moitié inférieure ressemble à une fleur de lotus. Sous cette forme, il contrôle totalement l'arbre dans lequel se trouve la fleur, ce qui lui permet d'envoyer des racines pour attaquer, des pétales explosives et des graines qui se transforment en monstres vaincus auparavant. Pour les attaques rapprochées, il peut faire tourner la tige de la fleur à grande vitesse. Cette forme, cependant, a une faiblesse importante : l'arbre lui-même. Causer des dommages à l'arbre nuira également à Bujin Gaim. Les treize premiers Bujin Riders parviennent à libérer Wizard et Gaim, emprisonnés dans l'arbre sacré, en leur envoyant leur souhaits et pouvoirs.

### Armored Rider Idunn
Idunn (イドゥン, Idun) (Tōka Akatsuki) est l'un des antagonistes principaux de Gaim Gaiden : Kamen Rider Zangetsu/Kamen Rider Baron. Tout comme Baron, son thème est le chevalier médiéval. Elle se transforme avec la Ringo LockSeed dans un Sengoku Driver.
- Ringo Arms (リンゴアームズ, Ringo Āmuzu?) est la forme par défaut d'Idunn, basé sur le fruit défendu. Ses armes sont le Sword Bringer et l'Apple Reflecter. Sous cette forme, elle peut ouvrir des failles qu'elle utilise comme moyen de transport ou pour attaquer sournoisement son adversaire et contrôler la flore de la forêt d'Helheim.

### Armored Rider Tyrant
Tyrant (タイラント, Tairanto) (Alfred) est le second antagoniste principal de Gaim Gaiden : Kamen Rider Zangetsu/Kamen Rider Baron. Tout comme Baron et Idunn, son thème est le chevalier médiéval. Il se transforme avec un prototype de la Dragon Fruit LockSeed dans un Genesis Driver.
- Dragon Energy Arms (ドラゴンエナジーアームズ, Doragon Enajī Āmuzu?) est la forme par défaut de Tyrant, basé sur le pitaya. Étant un Genesis Rider, il utilise le Sonic Arrow. Étant un sujet de test pour le développement des Genesis Riders par Ryōma Sengoku, sa forme devient rapidement instable et le prototype de la Dragon Fruit LockSeed le transforme en Over Lord.

- Tyrant (forme d'Over Lord) (タイラント（オーバーロード態）, Tairanto (Ōbārōdo-tai)?) est une forme Kaijin de Tyrant, causée par l'instabilité du prototype de la Dragon Fruit LockSeed qui a consumé le corps d'Alfred. Son arme est désormais la Tyrant Blade, qui est en fait l'Aashuimu de Grinsha laissée telle quelle.

### Armored Rider Saver
Saver (セイヴァー, Seivā) (Kugai Kudō) est l'un des antagonistes principaux de Gaim Gaiden : Kamen Rider Duke/Kamen Rider Knuckle. C'était un chercheur de l'Yggdrasil Corporation, qui se considère comme un messie, fondant le culte du Tilleul Noir (黒の菩提樹, Kuro no Bodaiju). Il est un mélange d'un samouraï et d'un chevalier européen.
- Blood Zakuro Arms (ブラッドザクロアームズ, Buraddo Zakuro Āmuzu?) est la forme par défaut de Saver utilisant la Blood Orange LockSeed de Bujin Gaim, ainsi que la Zakuro LockSeed dans le Sengoku Driver. Il utilise donc le Daidaimaru en version Blood Orange, ainsi qu'un nouvel arc, le Saver Arrow.

- Gishin Saver en Position du lotus (蓮華座偽神セイヴァー, Renge-za Gishin Seivā?, « Gishin » signifie « faux dieu ») est une forme Kaijin de Saver, à l'instar de la position du lotus de Bujin Gaim. Elle est due au retour de Kudō sous forme d'esprit, et fusionnant avec un tilleul formé des corps de ses fidèles. Cette forme pour Saver est exclusive au roman adapté de la série[1].

- Golden Arms (ゴールデンアームズ, Gōruden Āmuzu?) est une forme basée sur la pomme d'or, empruntée à Mars. Il utilise donc la Ringo LockSeed dorée, ainsi que le Sword Bringer et l'Apple Reflecter. Cette forme pour Saver est exclusive au roman adapté de la série.

- Darkness Arms (ダークネスアームズ, Dākunesu Āmuzu?) est une forme empruntée à Jam. Il utilise donc la Ringo LockSeed noire, ainsi que le Dark Daidaimaru. Cette forme pour Saver est exclusive au roman adapté de la série.

- Maja Arms (魔蛇アームズ, Māja Āmuzu?, « Maja » signifie « serpent démoniaque ») est une forme empruntée à Maja. Il utilise donc la Maja LockSeed, ainsi que la version Maja du Yomimaru. Cette forme pour Saver est exclusive au roman adapté de la série.

- Dinosaure squelette (骸骨恐竜, Gaikotsu Kyōryū?) est une autre forme Kaijin de Kudō dans le roman adapté de la série, qui reprend la vraie forme monstrueuse du chef de l'Empire de Badan dans Kamen Rider Taisen, grâce aux résidus de l'esprit de Kudō, dont la volonté de faire unifier l'humanité persiste. Cette forme, qui n'est plus vraiment Saver, est finalement vaincue par Gaim Kiwami Arms, qui met les autres Riders à l'abri[1].

### Armored Rider Black Baron
Black Baron (ブラックバロン, Burakku Baron) (Shura) est le second antagoniste principal de Gaim Gaiden : Kamen Rider Duke/Kamen Rider Knuckle. C'est un ancien membre de la Team Baron et également le chef de la Team Neo Baron. Il ressemble à Baron Banana Arms hormis le fait que sa couleur rouge est remplacé par du noir.
- Banana Arms (バナナアームズ, Banana Āmuzu?) est la forme par défaut de Black Baron avec le Sengoku Driver. Tout comme Baron Banana Arms, il permet à Shura d'utiliser la lance en forme banane BanaSpear (バナスピアー, BanaSupiā?).

### Armored Rider Maja
Maja (魔蛇, Māja, « Maja » signifie « serpent démoniaque ») est un antagoniste du Final Stage de Kamen Rider Gaim. C'est un serpent de la forêt de Helheim, tout comme DJ Sagara. Il réussit à battre Gaim Kiwami Arms en lui envoyant une armée de Riders et d'Overlords morts dont il a pris le contrôle, ce qui cause une amnésie chez Kōta.
- Maja Arms (魔蛇アームズ, Māja Āmuzu?) est la forme par défaut de Maja. Il utilise la Maja LockSeed, ainsi qu'une version mauve et dorée du Yomimaru de Fifteen. Cette transformation a permis à Kōta de recouvrir la mémoire. Grâce à Joeshuimu, l'arme de Rosyuo, Maja est vaincu.

### Armored Rider Proto Gaim
Proto Gaim (プロト鎧武, Puroto Gaimu) (Aym) est un membre de la Team Orange Ride, vivant en Torkie (pays fictif situé dans le réel Kazakhstan) apparaissant dans le spectacle « Kamen Rider Zangetsu » -Gaim Gaiden-. Aym, dont la fougue est semblable à celle de Kōta, prend la place de Simon, le leader de son équipe disparu, pour devenir Proto Gaim. Dans le roman adapté du spectacle, Simon apparaît et se transforme en Proto Gaim.
- Orange Arms (オレンジアームズ, Orenji Āmuzu?) est la forme par défaut de Proto Gaim. Tout comme Gaim, il utilise l'Orange LockSeed dans le Sengoku Driver (une version prototypique), ainsi que le Daidaimaru et le Musou Saber. Il ressemble à Gaim Orange Arms hormis le fait que sa couleur bleue est remplacé par du noir.

### Armored Rider Proto Baron
Proto Baron (プロトバロン, Puroto Baron) (Glasha) est un membre de la Team Baroque Red, apparaissant dans le spectacle « Kamen Rider Zangetsu » -Gaim Gaiden-. Il a été vaincu par Proto Gaim.
- Banana Arms (バナナアームズ, Banana Āmuzu?) est la forme par défaut de Proto Baron. Tout comme Baron et Black Baron, il utilise la Banana LockSeed dans le Sengoku Driver (une version prototypique), ainsi que le BanaSpear. Son costume est semblable à celui de Black Baron.

### Armored Rider Proto Ryugen
Proto Ryugen (プロト龍玄, Puroto Ryūgen) (Kagemasa Shizumiya) est, à l'instar de Mitsuzane (Ryugen) avec Takatora (Zangetsu), le petit frère de Masahito (qui se transforme en Zangetsu), apparaissant dans le spectacle « Kamen Rider Zangetsu » -Gaim Gaiden-.
- Budou Arms (ブドウアームズ, Budō Āmuzu?) est la forme par défaut de Proto Ryugen. Tout comme Ryugen, il utilise la Budou LockSeed dans le Sengoku Driver (une version prototypique), ainsi que le Budou Ryuhou. Il ressemble à Ryugen Budou Arms, hormis le fait que sa couleur verte est remplacé par du noir.

### Armored Rider Proto Gridon
Proto Gridon (プロトグリドン, Puroto Guridon) (Foras) est un membre de la Team Green Dolls, apparaissant dans le spectacle « Kamen Rider Zangetsu » -Gaim Gaiden-. Foras a été tué par Proto Gaim, après que celui-ci se soit partiellement transformé en Inves.
- Donguri Arms (ドングリアームズ, Donguri Āmuzu?) est la forme par défaut de Proto Gridon. Tout comme Gridon, il utilise la Donguri LockSeed dans le Sengoku Driver (une version prototypique), ainsi que le DonKachi. Il ressemble à Gridon Donguri Arms, hormis le fait qu'une majeure partie de son costume est noire.

### Armored Rider Proto Bravo
Proto Bravo (プロトブラーボ, Puroto Burābo) (Yukimura Belial Grunstein) est un assassin apparaissant dans le spectacle « Kamen Rider Zangetsu » -Gaim Gaiden-. Il a été engagé pour éliminer Takatora sous ordre des Shizumiya. Tout comme Ōren Pierre Alfonso, son nom est en trois parties, et dans l'ordre occidental. Il a en plus la même attitude et est attiré par Takatora.
- Durian Arms (ドリアンアームズ, Dorian Āmuzu?) est la forme par défaut de Proto Bravo. Tout comme Bravo, il utilise la Durian LockSeed dans le Sengoku Driver (une version prototypique), ainsi que les Duri Noko. Il ressemble à Bravo Durian Arms, hormis le fait que les parties vertes clair du costume sont désormais noires.

### Armored Rider Sylphi
Sylphi (シルフィー, Shirufī) (Masako Suzuka) est la secrétaire de Jōno'uchi apparaissant dans la web-série Gaim Gaiden : Kamen Rider Gridon VS Kamen Rider Bravo. Elle a créé dans la forêt de Helheim, des fruits capables de corrompre l'esprit humain, ce qui a vraisemblablement été fait à Ōren. Son thème est le guerrier arabe comme Marika.
- Hells Arms (ヘルズアームズ, Heruzu Āmuzu?) est la forme par défaut de Sylphi, basée sur les fruits corrompus de la forêt de Helheim. Elle utilise la Helheim LockSeed dans le Sengoku Driver, et son arme est une barre appelée Hells Cane.

### Pseudo-Riders
- Les Kurokage Troopers (黒影トルーパー, Kurokage Torupā?) sont une troupe de Kurokage utilisant un modèle du Sengoku Driver produit en masse, permettant ainsi à quiconque de l'utiliser. L'identité de l'un des membres de cette troupe est Jōno'uchi Hideyasu.
  - Ces Kurokage Troopers se transforment en Suika Arms dans la S.I.C. HERO SAGA de Kamen Rider Decade : Le monde d'OOO. Kamen Rider Kuuga (Yūsuke Onodera) s'emparera de l'un d'entre elles.
- Les Mecha Kurokage (メカ黒影, Meka Kurokage?) sont des Kurokage Troopers sans identités, créés artificiellement par Megahex. Ils apparaissent uniquement dans MOVIE Taisen Full Throttle.
- Les Suika Arms non pilotés (無人スイカアームズ, Suika Āmuzu?). Des versions autonomes de la Suika Arms, utilisée par divers Riders.
- Kikaider (キカイダー, Kikaidā?) (Jirō), le héros du film Kikaider REBOOT, promu dans la série Kamen Rider Gaim.
- Hakaider (ハカイダー, Hakaidā?) (Jirō), l'antagoniste du film Kikaider REBOOT, promu dans la série Kamen Rider Gaim.

## Acteurs
- Kōta Kazuraba (葛葉 紘汰, Kazuraba Kōta?) : Gaku Sano (佐野 岳, Sano Gaku?)
- Mai Takatsukasa (高司 舞, Takatsukasa Mai?), Mysterious girl (謎の少女, Nazo no shōjo?) : Yuumi Shida (志田 友美, Shida Yūmi?)
- Kaito Kumon (駆紋 戒斗, Kumon Kaito?) : Yutaka Kobayashi (小林 豊, Kobayashi Yutaka?)
- Mitsuzane Kureshima (呉島 光実, Kureshima Mitsuzane?) : Mahiro Takasugi (高杉 真宙, Takasugi Mahiro?)
- Takatora Kureshima (呉島 貴虎, Kureshima Takatora?) : Yuki Kubota (久保田 悠来, Kubota Yūki?)
- Hideyasu Jōno'uchi (城乃内 秀保, Jōno'uchi Hideyasu?) : Ryo Matsuda (松田 凌, Matsuda Ryō?)
- Ryōji Hase (初瀬 亮二, Hase Ryōji?): Atsushi Shiramata (白又 敦, Shiramata Atsushi?)
- Ōren Pierre Alfonzo (凰蓮・ピエール・アルフォンゾ, Ōren Piēru Arufonzo?) : Metal Yoshida (吉田 メタル, Yoshida Metaru?)
- Chucky (チャッキー, Chakkī?) : Kanon Tsuyama (津山 香音, Tsuyama Kanon?, Lucky Color's)
- Rica (リカ, Rika?) : Miina Yokota (横田 美菜, Yokota Miina?, Lucky Color's)
- Rat (ラット, Ratto?) : Ren Ozawa (小澤 廉, Ozawa Ren?)
- Zack (ザック, Zakku?) : Gaku Matsuda (松田 岳, Matsuda Gaku?)
- Peco (ペコ, Peko?) : Saku Momose (百瀬 朔, Momose Saku?)
- Akira Kazuraba (葛葉 晶, Kazuraba Akira?) : Rika Izumi (泉 里香, Izumi Rika?)
- Kiyojirō Bandō (阪東 清治郎, Bandō Kiyojirō?): Tomohisa Yuge (弓削 智久, Yuge Tomohisa?)
- Lock Dealer Sid (錠前ディーラー シド, Jōmae Dīrā Shido?) : Kazuki Namioka (波岡 一喜, Namioka Kazuki?)
- DJ Sagara (DJサガラ, Dī Jei Sagara?) : Tomomitsu Yamaguchi (山口 智充, Yamaguchi Tomomitsu?)
- Ryoma Sengoku (戦極 凌馬, Sengoku Ryōma?) : Tsunenori Aoki (青木 玄徳, Aoki Tsunenori?)
- Yoko Minato (湊 耀子, Minato Yōko?) : Minami Tsukui (佃井 皆美, Tsukui Minami?)

## Cascadeurs
- Armored Rider Gaim : Seiji Takaiwa (高岩 成二, Takaiwa Seiji?)[2]
- Armored Rider Baron : Eitoku (永徳?)[2]
- Armored Rider Ryugen : Daisuke Satō (佐藤 太輔, Satō Daisuke?)[2]
- Armored Rider Zangetsu, Armored Rider Zangetsu Shin, Armored Rider Bravo : Jun Watanabe (ja) (渡辺 淳, Watanabe Jun?)[3],[4]
- Armored Rider Gridon : Kazuya Okada (岡田 和也, Okada Kazuya?)[5]
- Armored Rider Bravo, Armored Rider Kurokage : Yasuhiko Imai (今井 靖彦, Imai Yasuhiko?)[6],[7]
- Armored Rider Duke : Kenji Tominaga (富永 研司, Tominaga Kenji?)[4]
- Armored Rider Marika : Minami Tsukui[4], Satoshi Fujita (藤田 慧, Fujita Satoshi?)[8]
- Armored Rider Sigurd : Tatsuya Kaneko (金子 起也, Kaneko Tatsuya?)[4].

## Épisodes
1. Transformation avec une orange tombée du ciel !!? (変身！空からオレンジ!?, Henshin ! Sora kara Orenji !?). Diffusé le 6 octobre 2013.
2. Attaque spéciale ! Pine Kick ! (必殺！パインキック！, Hissatsu ! Pain Kikku !). Diffusé le 13 octobre 2013.
3. Quel choc ! Le rival se transforme en banane !? (衝撃！ライバルがバナナ変身!?, Shōgeki ! Raibaru ga Banana Henshin !?). Diffusé le 20 octobre 2013.
4. Le troisième Rider raisin est né !! (誕生！3人目のぶどうライダー！, Tanjō ! Sanninme no Budō Raidā !). Diffusé le 27 octobre 2013.
5. Résurrection par l'amical Ichigo Arms !! (復活！友情のイチゴアームズ！, Fukkatsu ! Yūjō no Ichigo Āmuzu !). Diffusé le 10 novembre 2013.
6. Le Rider durian rejoint la bataille ! (ドリアンライダー、参戦！, Dorian Raidā, Sansen!). Diffusé le 17 novembre 2013.
7. La grosse pastèque ! Big Bang ! ("Ōdama Suika, Biggu Ban!" (大玉スイカ、ビッグバン！)). Diffusé le 24 novembre 2013.
8. Le nouveau pouvoir de Baron ! Mango ! ("Baron no Atarashiki Chikara, Mangō" (バロンの新しき力、マンゴー)). Diffusé le 1er décembre 2013.
9. Opération : Attraper l'Inves ! ("Kaibutsu Inbesu Hokaku Daisakusen!" (怪物インベス捕獲大作戦！)). Diffusé le 8 décembre 2013.
10. Le rassemblement des Riders ! Élucider le mystère de la forêt ! ("Raidā Dai Shūketsu! Mori no Nazo o Abake!" (ライダー大集結！森の謎を暴け！)). Diffusé le 15 décembre 2013.
11. La vérité sur le jeu de noël  ("Kurisumasu Gēmu no Shinjitsu" (クリスマスゲームの真実)). Diffusé le 22 décembre 2013.
12. Les Riders nouvelle génération arrivent ! ("Shin Sedai Raidā Tōjō!" (新世代ライダー登場！)). Diffusé le 5 janvier 2014.
13. L'alliance de l'amitié de Gaim et Baron ! ("Gaimu, Baron no Yūjō Taggu!" (鎧武、バロンの友情タッグ！)). Diffusé le 12 janvier 2014.
14. Le secret des fruits de Helheim ("Heruheimu no Kajitsu no Himitsu" (ヘルヘイムの果実の秘密)). Diffusé le 19 janvier 2014.
15. Celui qui a développé les Belts. ("Beruto o Kaihatsu-shita Otoko" (ベルトを開発した男)). Diffusé le 26 janvier 2014.
16. Nouveau Arms, l'apparition de Jimber Lemon.("Shin Āmuzu! Jinbā Remon Tanjō!" (新アームズ！ジンバーレモン誕生！)). Diffusé le 2 février 2014.
17. Le Rider pêche, Marika entre en scène. ("Momo no Raidā, Marika Kōrin!" (桃のライダー、マリカ光臨！)). Diffusé le 9 février 2014.
18. Adieu Beat Riders. ("Saraba Bīto Raidāzu" (さらばビートライダーズ)). Diffusé le 16 février 2014.
19. L'arme secrète qu'il m'a donné. ("Okurareta Himitsu Heiki" (贈られた秘密兵器)). Diffusé le 23 février 2014.
20. La fin du Monde, l'invasion commence. ("Sekai no Owari, Hajimaru Shinryaku" (世界のおわり はじまる侵略)). Diffusé le 2 mars 2014.
21. Le secret d'Yggdrasill. ("Yugudorashiru no Himitsu" (ユグドラシルの秘密)). Diffusé le 9 mars 2014.
22. Un septième de la vérité. ("Nana-bun-no-Ichi no Shinjitsu" (7分の1の真実)). Diffusé le 16 mars 2014.
23. En avant Kachidoki Arms. ("Iza Shutsujin! Kachidoki Āmuzu!" (いざ出陣！)). Diffusé le 23 mars 2014.
24. Un nouvel ennemi redoutable, Over Lord.("Aratana Kyōteki Ōbārōdo" (新たな強敵オーバーロード)). Diffusé le 6 avril 2014.
25. Le duo parfait de Gridon et Bravo. ("Guridon - Burābo Saikyō Taggu" (グリドン・ブラーボ最強タッグ)). Diffusé le 13 avril 2014.
26. Le Génesis Henshin de Baron. ("Baron no Geneshisu Henshin!" (バロンのゲネシス変身！)). Diffusé le 20 avril 2014.
27. Quand la vérité éclate ... ("Shinjitsu o Shiru Toki" (真実を知る時)). Diffusé le 27 avril 2014.
28. La trahison de Zangetsu. ("Uragiri no Zangetsu" (裏切りの斬月)). Diffusé le 4 mai 2014.
29. Le seigneur des Over Lords. ("Ōbārōdo no Ō" (オーバーロードの王)). Diffusé le 11 mai 2014.
30. Rouge et bleu Kikaider. ("Aka to Ao no Kikaidā" (赤と青のキカイダー)). Diffusé le 18 mai 2014.
31. L'emplacement du fruit défendu. ("Kindan no Kajitsu no Yukue" (禁断の果実のゆくえ)). Diffusé le 25 mai 2014.
32. Le pouvoir ultime ! Kiwami Arms.("Saikyō no Chikara! Kiwami Āmuzu" (最強の力！極アームズ)). Diffusé le 1er juin 2014.
33. Les Beat Riders s'unissent. ("Bīto Raidāzu Daishūketsu!" (ビートライダーズ大集結！)). Diffusé le 8 juin 2014.
34. Le pouvoir du Roi et le retour de la Reine. ("Ō no Chikara to Ōhi Fukkatsu" (王の力と王妃復活)). Diffusé le 22 juin 2014.
35. L'arche de Mitch. ("Mitchi no Kobune" (ミッチの箱舟)). Diffusé le 29 juin 2014.
36. Le combat des frères ! Zangetsu VS Zangetsu Shin. ("Kyōdai no Ketchaku! Zangetsu VS Zangetsu Shin!" (兄弟の決着！斬月VS斬月・真！)). Diffusé le 6 juillet 2014.
37. Le camp d'entrainement de football de Baron. ("Baron Sakkā Taiketsu Natsu no Jin!" (バロン・サッカー対決 夏の陣！)). Diffusé le 13 juillet 2014.
38. Le retour du professeur ! ("Purofessā no Kikan" (プロフェッサーの帰還)). Diffusé le 20 juillet 2014.
39. "Kesshi no Tawā Totsunyū Sakusen!" (決死のタワー突入作戦！)). Diffusé le 27 juillet 2014.
40. ("Ōbārōdo e no Mezame" (オーバーロードへの目覚め)). Diffusé le 10 août 2014.

## Films et dérivés

### Films
- Kamen Rider × Kamen Rider, Gaim & Wizard : La fatidique Sengoku MOVIE Daigassen (仮面ライダー×仮面ライダー 鎧武＆ウィザード 天下分け目の戦国MOVIE大合戦, Kamen Raidā × Kamen Raidā, Gaimu Ando Wizādo : Tenka Wakeme no Sengoku Mūbī Daigassen). Film d'hiver sorti le 14 décembre 2013 au Japon (à voir après l'épisode 9, et la premère partie de Gaim Gaiden : Kamen Rider Duke/Kamen Rider Knuckle). Écrit par Nobuhiro Mōri (sauf la partie Wizard par Junko Komura), et réalisé par Takayuki Shibasaki.
- Heisei Riders contre Shōwa Riders : Kamen Rider Taisen feat. Super Sentai (平成ライダー対昭和ライダー 仮面ライダー大戦 feat.スーパー戦隊 Heisei Raidā Tai Shōwa Raidā : Kamen Raidā Taisen fīcharingu Sūpā Sentai). Film de printemps sorti le 29 mars 2014 au Japon. (à voir après Ressha Sentai ToQger VS Kamen Rider Gaim). Écrit par Shōji Yonemura, et réalisé par Takayuki Shibasaki.
  - Le film a reçu un sondage sur Internet pour voter les vainqueurs entre Shōwa Riders et Heisei Riders. Ce sont les Heisei Riders qui ont remporté le scrutin, et le film se termine donc sur une victoire (idéologique certes) des Heisei Riders. Cependant, à la sortie Blu-ray du film le 8 août 2014, une version où les Shōwa Riders remportent la victoire est disponible en vidéo bonus.
- Kamen Rider Gaim, le film : Grande bataille de football ! La coupe du fruit doré ! (劇場版 仮面ライダー鎧武 サッカー大決戦！黄金の果実争奪杯！, Gekijōban Kamen Raidā Gaimu Sakkā Daikessen ! Ōgon no Kajitsu Sōdatsu Kappu !). Sorti le 19 juillet 2014 au Japon (à voir après l'épisode 37). Écrit par Jin Haganeya, et réalisé par Osamu Kaneda.
- Kamen Rider × Kamen Rider, Drive & Gaim : MOVIE Taisen Full Throttle (仮面ライダー×仮面ライダー ドライブ＆鎧武 MOVIE大戦フルスロットル, Kamen Raidā × Kamen Raidā, Doraibu Ando Gaimu : Mūbī Taisen Furu Surottoru). Film d'hiver sorti le 13 décembre 2014 au Japon (à voir après l'épisode 47). Écrit par Jin Haganeya (pour la partie Gaim, le reste par Riku Sanjō), et réalisé par Takayuki Shibasaki.
- Kamen Rider, Heisei Generations : Dr. Pac-Man vs. Ex-Aid & Ghost with Legend Riders (仮面ライダー平成ジェネレーションズ Dr.パックマン対エグゼイド＆ゴースト withレジェンドライダー, Kamen Raidā, Heisei Jenerēshonzu : Dokutā Pakkuman Tai Eguzeido Ando Gōsuto wizu Rejendo Raidā). Film d'hiver sorti le 10 décembre 2016 au Japon (à voir après le roman). Écrit par Yūya Takahashi, et réalisé par Kōichi Sakamoto. Seul Armored Rider Gaim apparaît dans ce film aux côtés d'autres Riders ultérieurs, mais sa voix est tout de même faite par Gaku Sano.
- Kamen Rider, Heisei Generations FINAL : Build & Ex-Aid with Legend Riders (仮面ライダー平成ジェネレーションズFINAL ビルド＆エグゼイド withレジェンドライダー, Kamen Raidā, Heisei Jenerēshonzu Fainaru : Birudo Ando Eguzeido wizu Rejendo Raidā). Film d'hiver sorti le 9 décembre 2017 au Japon (à voir après le premier Heisei Generations). Écrit par Yūya Takahashi et Shōgo Mutō, et réalisé par Kazuya Kamihoriuchi. Gaku Sano est de retour pour interpréter le rôle de Kōta Kazuraba aux côtés d'autres Heisei Riders.

### Téléfilm
- Ressha Sentai ToQger VS Kamen Rider Gaim : Assemblage spécial des vacances de printemps (烈車戦隊トッキュウジャーVS仮面ライダー鎧武 春休み合体スペシャル). Téléfilm diffusé le 30 mars 2014 (entre les épisodes 23 et 24), à la place des épisodes de Kamen Rider Gaim et Ressha Sentai ToQger. Constitue un prologue au film Kamen Rider Taisen (à voir après l'épisode 24). Écrit par Nobuhiro Mōri, et réalisé par Shōjirō Nakazawa.

### VOD
- Televi-kun Hyper Battle DVD, Kamen Rider Gaim : La naissance de la Fresh Orange Arms ! ~Empare-toi aussi du pouvoir du Fresh !~  (てれびくん超バトルDVD 仮面ライダー鎧武 フレッシュオレンジアームズ誕生！～君もつかめ！フレッシュの力～, Terebi-kun Haipā Batoru Dībuidī, Kamen Raidā Gaimu : Furesshu Orenji Āmuzu Tanjō ! ~Kimi mo tsukame ! Furesshu no chikara~), DVD sorti dès le 1er mars 2014 dans le numéro d'avril 2014 du magazine Televi-kun (à voir après l'épisode 11). Écrit par Nobuhiro Mōri, et réalisé par Kyōhei Yamaguchi.
- Gaim Gaiden : Kamen Rider Zangetsu/Kamen Rider Baron (鎧武外伝 仮面ライダー斬月／仮面ライダーバロン, Gaimu Gaiden : Kamen Raidā Zangetsu/Kamen Raidā Baron). Premier V-Cinema sorti le 22 avril 2015 au Japon (à voir entièrement après l'épisode 21). Écrit par Jin Haganeya (Zangetsu) et Nobuhiro Mōri (Baron) et réalisé par Osamu Kaneda.
- Gaim Gaiden : Kamen Rider Duke/Kamen Rider Knuckle (鎧武外伝 仮面ライダーデューク／仮面ライダーナックル, Gaimu Gaiden : Kamen Raidā Dyūku/Kamen Raidā Nakkuru). Second V-Cinema sorti le 11 novembre 2015 au Japon (à voir après l'épisode 9 pour Duke, et après le Final Stage pour Knuckle). Écrit par Jin Haganeya (Duke) et Nobuhiro Mōri (Knuckle) et réalisé par Osamu Kaneda.
- Gaim Gaiden : Kamen Rider Gridon VS Kamen Rider Bravo (鎧武外伝 仮面ライダーグリドンVS仮面ライダーブラーボ, Gaimu Gaiden : Kamen Raidā Guridon Tai Kamen Raidā Burābo). Original Drama sorti en deux parties les 25 octobre et 1er novembre 2020 sur le Toei Tokusatsu Fan Club (à voir après le spectacle de Zangetsu). Écrit par Nobuhiro Mōri et réalisé par Satoshi Morota.

### Spectacles
Note : Ne sont listés ici que les spectacles avec une sortie vidéo. Les autres spectacles seront considérés comme obscurs.
- « Festival super-héroïque » KAMEN RIDER × SUPER SENTAI : LIVE & SHOW 2014 (「超英雄祭」KAMEN RIDER × SUPER SENTAI : LIVE & SHOW 2014, « Chō Eiyū-Sai » Kamen Raidā × Sūpā Sentai : Raibu Ando Shō Nisen-Jū-Yon). 3e édition du festival, représentée le 15 janvier 2014 au Nippon budōkan. Spectacle mené également par les personnages de la série Zyuden Sentai Kyoryuger.
- Kamen Rider Gaim, Special Event : Document sur la profusion florale de Sengoku (仮面ライダー鎧武 スペシャルイベント 百花繚乱戦国絵巻, Kamen Raidā Gaimu, Supesharu Ibento : Hyakka Ryōran Sengoku Emaki), représenté le 3 mai 2014 au Grand Prince Hotel Shin Takanawa à Tokyo.
- Kamen Rider Gaim : Final Stage et Cast Talk Show de la série (仮面ライダー鎧武 ファイナルステージ＆番組キャストトークショー, Kamen Raidā Gaimu : Fainaru Sutēji Ando Bangumi Kyasuto Tōku Shō), représenté du 28 septembre au 12 octobre 2014 à travers le Japon (à voir après MOVIE Taisen Full Throttle).
- Spectacle : « Kamen Rider Zangetsu » -Gaim Gaiden- (舞台 『仮面ライダー斬月』 -鎧武外伝-, Butai : « Kamen Raidā Zangetsu » -Gaimu Gaiden-), représenté le 9 mars 2019 au Nippon Seinenkan Hall (à voir après Heisei Generations FINAL).

### S.I.C. HERO SAGA
- S.I.C. HERO SAGA : Kamen Rider Decade Edition :
  - Le monde d'OOO (オーズの世界, Ōzu no Sekai) publié entre le 24 octobre 2015 et le 25 janvier 2017 dans les numéro de décembre 2015 à mars 2017 du magazine mensuel de Hobby Japan. Écrite par Masato Hayase, il s'agit d'une histoire de Kamen Rider Decade, où les protagonistes continuent leur voyage en visitant des mondes alternatifs d'OOO et Gaim (à la suite d'une autre S.I.C. HERO SAGA sur Kamen Rider Stronger). Elle fait suite à Super Hero Taisen GP : Kamen Rider 3 et au d-Video Special : Kamen Rider 4. Natsumi Hikari devient Natsumi Kazuraba et se transforme en Kamen Rider Gaim Natsumikan Arms, prenant la place de Kōta Kazuraba (qui n'existe pas dans ce monde).

- S.I.C. HERO SAGA : Kamen Rider Gaim Edition :
  - KIKAIDER REBIRTH : Les androïdes rêvent-ils de moutons électriques ? (KIKAIDER REBIRTH アンドロイドは電気羊の夢を見るか, Kikaidā Ribāsu : Andoroido wa Denki Hitsuji no Yume wo Miru ka) publié entre le 25 mai 2017 et le 24 mars 2018 dans les numéro de juillet 2017 à mai 2018 du magazine mensuel de Hobby Japan. Écrite par Masato Hayase, il s'agit d'une suite au crossover avec Kikaider REBOOT dans l'épisode 30. Kikaider 01 apparaît également dans ce diorama.

### Roman
Le roman de Kamen Rider Gaim, écrit par Gun Snark et Jin Haganeya (supervisé par Gen Urobuchi), publié le 24 mars 2016 par Hobby Japan, relate une suite de la série, avec le retour de Kōgane en Armored Rider Mars/Armored Rider Jam, ainsi que Kugai Kudō en Armored Rider Saver. Les Kureshima, initialement sans l'aide de Kōta, ni Kaito, sont confrontés au retour de l'organisation secrète du Tilleul Noir, apparue dans Gaim Gaiden : Kamen Rider Duke/Kamen Rider Knuckle. Tsukasa Kadoya, de la série Kamen Rider Decade, vu dans Kamen Rider Taisen réapparait dans ce roman.
Un second roman, basé sur le spectacle « Kamen Rider Zangetsu » -Gaim Gaiden-, et écrit par Nobuhiro Mōri et Jin Haganeya sort le 3 juin 2020, narre des parties inédites au spectacle.